# Gastón Sosa
Gastón Sosa Arroyo (Bolivia, 12 de agosto de 1970) es un cantante boliviano de cumbia, considerado uno de los referentes de este género en Bolivia.

## Trayectoria artística
Según cuenta, se subió por primera vez a un escenario cuando tenía seis años, para tocar un bombo en un grupo infantil escolar. En ese entonces, vivía en Villazón, cerca a la frontera con Argentina. Llegó a la ciudad de La Paz a sus 21 años, para visitar a su papá y tratar de abrirse espacio en el ámbito musical de la ciudad. Estando en el departamento de La Paz, se quedó con su tía, en Viacha, en donde conoció a los hermanos Mamani, uno de los cuales lo invitó a crear el grupo Confusión B, en 1992. El primer disco de Confusión B, una banda de pop-rock, fue bien recibido por el público boliviano. En esa época, con Conexión-B fue telonero de Ricky Martin. Ante esta situación, y viendo que ganaba algo de dinero, Sosa decidió quedarse en La Paz. 
Respecto a América Pop, en 1993 fue invitado a formar parte por los mismos hermanos Mamani. Al principio Sosa se mostró escéptico, pues no se veía a sí mismo cantando música tropical, sin embargo, dado el gran éxito que tuvo "Sol negro" (que fue doble platino), tuvo que repensar las cosas. Según contaba el fallecido Adolfo Paco, conductor del programa Sábados Populares, Sosa no quería ser la cara del grupo y, por lo tanto, había un cantante que doblaba su voz en las presentaciones en vivo, hasta que el éxito fue tan grande que América Pop presentó a Gastón Sosa como vocalista real del grupo. Ya con el grupo grabó un par de discos más y obtuvo otros grandes éxitos, como "Vuela mariposa".
Después de dejar América Pop, Gastón Sosa siguió cantando como solista. En la década del 2010 fue invitado a ser parte de la versión boliviana de Cantando por un sueño. En sus propias palabras, la música lo ayudó a insertarse a la sociedad, dado que tiene un problema en las piernas que lo obliga a usar muletas para caminar. También ha confesado que fuera de Bolivia se ha sentido discriminado por su condición física.